# Trättjärnen (Töcksmarks socken, Värmland)
Trättjärnen är en sjö i Årjängs kommun i Värmland och ingår i Göta älvs huvudavrinningsområde.